# ISO 3166-2:GA

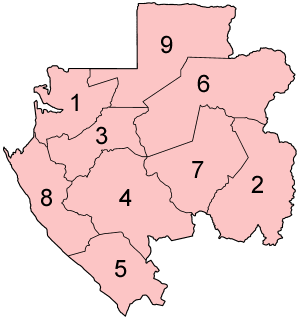
Prowincje Gabonu

ISO 3166-2:GA – kody ISO 3166-2 dla podjednostek administracyjnych Gabonu.
Kody ISO 3166-2 to część standardu ISO 3166 publikowanego przez Międzynarodową Organizację Normalizacyjną. Kody te są przypisywane głównym jednostkom podziału administracyjnego, takim jak np. województwa czy stany, każdego kraju posiadającego kod w standardzie ISO 3166-1.
Aktualnie (2019) dla Gabonu zdefiniowano kody dla 9 prowincji.
Pierwsza część oznaczenia to kod Gabonu zgodnie z ISO 3166-1, natomiast druga część oznaczenia znajdująca się po myślniku to jednocyfrowy kod jednostki administracyjnej.

## Kody ISO
| Kod ISO | Nazwa jednostki administracyjnej | Nazwa jednostki administracyjnej w języku francuskim | Rodzaj jednostki administracyjnej |
| ------- | -------------------------------- | ---------------------------------------------------- | --------------------------------- |
| GA-1    | Estuaire                         | Estuaire                                             | prowincja                         |
| GA-2    | Ogowe Górne                      | Haut-Ogooué                                          | prowincja                         |
| GA-3    | Ogowe Środkowe                   | Moyen-Ogooué                                         | prowincja                         |
| GA-4    | Ngounié                          | Ngounié                                              | prowincja                         |
| GA-5    | Nyanga                           | Nyanga                                               | prowincja                         |
| GA-6    | Ogowe-Ivindo                     | Ogooué-Ivindo                                        | prowincja                         |
| GA-7    | Ogowe-Lolo                       | Ogooué-Lolo                                          | prowincja                         |
| GA-8    | Ogowe Nadmorskie                 | Ogooué-Maritime                                      | prowincja                         |
| GA-9    | Woleu-Ntem                       | Woleu-Ntem                                           | prowincja                         |